# Pachymenes extraneus
Pachymenes extraneus är en stekelart som först beskrevs av Henri Saussure.  Pachymenes extraneus ingår i släktet Pachymenes och familjen Eumenidae. Inga underarter finns listade i Catalogue of Life.